# Stirpium Rariorum Minusque Cognitarum in Sicilia
Stirpium Rariorum Minusque Cognitarum in Sicilia (abreviado Stirp. Rar. Sicilia) es un libro con ilustraciones y descripciones botánicas que fue escrito por el botánico, briólogo y algólogo italiano Antonino Bivona Bernardi y publicado en Palermo en 4 partes en los años 1813-1816.

## Publicación
- Parte n.º 1, 1813;
- Parte n.º 2, 1814;
- Parte n.º 3, 1815;
- Parte n.º 4, "1816" pero publicado 1818